# Тикамси
Тикамси (енгл. Tecumseh, Tecumthe, Tecumtha, око 1768-1813), поглавица индијанског племена Шони, вођа индијанског племенског савеза у истоименом рату против САД.

## Биографија
По избијању Понтјаковог рата (1763-1766), британска влада је 1763. забранила насељавање америчких колониста западно од Апалачких планина. Међутим, оснивање САД после Америчког рата за независност (1776-1781) покренуло је талас неометеног насељавања западних територија насељених индијанским племенима. Да би зауставио надирање белих досељеника Тикамси, поглавица племена Шони радио је око 16 година на уједињењу свих индијанских племена на подручју Охаја, Индијане и Илиноја, и стварању јединствене индијанске државе. После пораза индијанских снага, које су 7. новембра 1811. напале и разбиле америчке трупе генерала Виљема Херисона код реке Типекануа, Тикамси је побегао у Канаду. Са рангом бригадног генерала Британци су га 1812. поставили на чело индијанске војске у рату против САД (Англоамерички рат 1812-1815).